# Panique à bord
Pour plus de détails, voir Fiche technique et Distribution.
Panique à bord (The Last Voyage) est un film américain écrit et réalisé par Andrew L. Stone et sorti en 1960.

## Synopsis
Le Claridon est un paquebot luxueux qui effectue son dernier trajet dans l'océan Pacifique. Mais une explosion venant d'une chaufferie détruit la salle des machines et plusieurs cabines. Cliff Henderson doit sauver sa femme et sa fille piégées dans une cabine mais à la suite d'un problème, l'eau s'engouffre de toute part. 

## Fiche technique
- Titre original The Last Voyage
- Scénario et réalisation : Andrew L. Stone
- Décors : Michael White
- Costume : Michael Kaplan, Magali Guidasci
- Direction de la photographie : Hal Mohr
- Montage : Virginia L. Stone
- Musique : Andrew L. Stone et Virginia L. Stone
- Production : Andrew L. Stone et Virginia L. Stone
- Pays de production : États-Unis
- Langue : Anglais
- Genre : Catastrophe
- Durée : 91 minutes
- Dates de sortie : 
  - États-Unis : 19 février 1960
  - France : janvier 1961

## Distribution
- Robert Stack (VF : Marc Cassot) : Cliff Henderson
- Dorothy Malone :(VF : Claire Guibert) Laurie Henderdon
- George Sanders (VF : Jacques Dacquemine) : capitaine Robert Adams
- Edmond O'Brien (VF : Jean-Claude Michel) : Second Engineer Walsh
- Woody Strode (VF : Georges Aminel) : Hank Lawson
- Jack Kruschen : Chief Engineer Pringle

## Tournage
Panique à bord est à l'origine prévu pour être tourné en CinemaScope au large des côtes de l'Angleterre, mais il est filmé presque entièrement dans la mer du Japon au large d'Ōsaka. Le navire utilisé pour le tournage du film est le légendaire paquebot transatlantique français Île-de-France, qui a été vendu par la Compagnie générale transatlantique le 11 décembre 1958 à Yamamoto & Co, un chantier de déconstruction japonais. Renommé Furanzu Maru, il avait quitté le port du Havre le 26 février 1959 et était arrivé à Ōsaka le 9 avril 1959 pour être démantelé discrètement par les procédés conventionnels. Mais une agonie plus spectaculaire du navire, qui n’avait pas été envisagée par la « Transat », provoque un scandale (comparable à celui qui accompagnera dans les années 2000 la fin du paquebot France), car lors de la réalisation du film, il est coulé partiellement en mer et saccagé pour les besoins des scènes catastrophes, les intérieurs Art déco sont détruits par des explosifs et / ou inondés… Les anciens propriétaires français tentent d’abord de bloquer la location du navire à la Metro-Goldwyn-Mayer, mais renoncent à s’y opposer lorsque la MGM décide de ne pas identifier le navire par son nom d'origine lors de la promotion du film.

## Récompenses et distinctions
- Nomination aux meilleurs effets spéciaux.